# SMRT地铁
新加坡地铁有限公司（簡稱新加坡地鐵，企業形象標誌為「SMRT」），是新加坡的一家铁道公司，是SMRT集团的子公司。自1987年SMRT開始運營新加坡首段地铁網路南北线起，目前，新加坡地铁有限公司运营着四条新加坡地铁线，即南北线、东西线、环线，和汤申－东海岸线。

## 路線列表
- 南北线
- 东西线
- 环线
- 汤申－东海岸线
- 武吉班让轻轨

## 簡史
1967年，是有關新加坡地鐵系統的規劃開始，亦是為新加坡國家和城市規劃研究項目之一，由新加坡政府和聯合國開發計劃署牽頭研究。
1987年11月7日，SMRT开始运营的新加坡第一段地铁，即楊厝港站到大巴窯站之间的五站的6公里線段。
1987年12月12日，諾維娜至歐南園區段的9個地鐵站由第一副总理兼国防部长吳作棟主持開幕禮而正式開放。
1988年3月12日，東西線上歐南園至金文泰區段的6個地鐵站啟用，政府大廈和萊佛士坊成為兩線的转换站。當天，新加坡地鐵正式投入運行。
1999年，輕軌列車系統作為地鐵網絡的支線系統投入服務。
1990年7月6日，東西線工程上的最後一個地鐵站 —— 文禮站啟用，標誌着新加坡地鐵系統全部開通。
2009年2月28日，文礼延长线（文礼 - 先驱 - 裕群）通车。
2009年5月28日，环线第一部分投入服务。
2010年4月17日，開放環線其他從巴特禮到多美歌的11.1公里。
2011年10月8日，剩下從瑪麗蒙到港灣的16.6公里，標誌著花了十年來完成的環線全線通車。
2017年6月18日，大士西延长线（裕群 - 大士连路）通车

## 大型事故
2004年4月20日，新加坡地鐵環線第一期的尼誥大道站工地發生了嚴重意外，由於護土牆未能承受周遭壓力，導致泥土塌陷，鋼架扭曲，兩部起重機損毀，大段路面塌陷。事件造成四名工人死亡，三人受傷。結果環線的第1期和第2期被迫延期。
2011年12月15日，新加坡地鐵網絡經歷很可能是24年的營運歷史內最糟的故障，南北線因電力供應器故障在黑暗與不通風的情況下停止運作一小時。
2017年10月7日，新加坡南北線鐵路發生水浸，多個地鐵站被波及，包括碧山、布萊德和大巴窑之間各站，列車服務中斷將近21小時。11月7日，水浸停駛事件內部調查完畢，總共有13名員工因為疏忽職守已遭停職，包括7名管理層。SMRT為事件致歉，並承諾會改革公司制度以防止意外再度發生。
2017年11月15日，新加坡地鐵東西線早上發生追尾相撞事故，一輛列車在裕群站附近撞上另一輛停在路軌的列車，導致至少25名乘客受傷。由於事發於繁忙時間，部分列車因而受影響延誤約20分鐘。
2024年9月25日，新加坡地鐵東西線一列回廠列車於杜佛和金文泰站之間，列車上其中一個軸箱突然脫落，導致轉向架的車輪脫離軌道，並撞到包括第三軌和轉軌器等軌道設備，導致電力故障。工程團隊經過徹夜檢查後，發現在杜佛和金文泰站之間、總長1.6公里的軌道上共有34處斷裂，此外，三個轉軌器、以及供電第三軌、電纜和樓梯夾也受到損壞，事件導致東西線裕廊東站和波那維斯達站之間的列車服務中斷長達六天。到10月1日恢復全線列車服務。

## 客運列車
| 型號  | 圖像 | 車種     | 車速（km/h） | 車速（km/h） | 編成 | 車輛總數 | 運營路綫       | 建造                             | 首次投入服務   | 退出服務 |
| 型號  | 圖像 | 車種     | 設計         | 運營         | 編成 | 車輛總數 | 運營路綫       | 建造                             | 首次投入服務   | 退出服務 |
| ----- | ---- | -------- | ------------ | ------------ | ---- | -------- | -------------- | -------------------------------- | -------------- | -------- |
| C151  |      | 電動列車 | 90           | 80           | 66   | 396      | 南北線 東西線  | 1986 – 1989 2006 – 2009 （翻新） | 1987年11月7日  | 2025     |
| C651  |      | 電動列車 | 90           | 80           | 19   | 114      | 南北線 東西線  | 1993 – 1994 2016 – 2018 （翻新） | 1995年5月2日   | 2024     |
| C751B |      | 電動列車 | 90           | 80           | 21   | 126      | 南北線 東西線  | 1999 – 2001                      | 2000年5月8日   | 2024     |
| C151A |      | 電動列車 | 90           | 80           | 35   | 210      | 南北線 東西線  | 2011 – 2014                      | 2011年5月27日  | 还没公布 |
| C151B |      | 電動列車 | 90           | 80           | 45   | 270      | 南北線 東西線  | 2014 – 2017                      | 2017年4月16日  | 还没公布 |
| C151C |      | 電動列車 | 90           | 80           | 12   | 72       | 南北線 東西線  | 2017 – 2019                      | 2018年9月30日  | 还没公布 |
| R151  |      | 電動列車 | 90           | 80           | 106  | 636      | 南北線 東西線  | 2020 –                           | 2023年6月4日   | 还没公布 |
| C830  |      | 電動列車 | 90           | 78           | 40   | 120      | 環線           | 2006 – 2008                      | 2009年5月28日  | 还没公布 |
| C830C |      | 電動列車 | 90           | 78           | 24   | 72       | 環線           | 2014 – 2015                      | 2015年6月26日  | 还没公布 |
| C851E |      | 電動列車 | 90           | 78           | 23   | 69       | 環線           | 2018 –                           |                | 还没公布 |
| C801  |      | 電動列車 | 55           | 48           | 19   | 19       | 武吉班讓輕軌   | 1998 – 1999                      | 1999年11月6日  | 还没公布 |
| C801A |      | 電動列車 | 55           | 48           | 13   | 13       | 武吉班讓輕軌   | 2014 – 2015                      | 2014年11月19日 | 还没公布 |
| C801B |      | 電動列車 | 55           | 48           | 19   | 19       | 武吉班讓輕軌   | 2019 –                           | 2024年8月1日   | 还没公布 |
| CT251 |      | 電動列車 | 90           | 80           | 91   | 364      | 湯申－東海岸線 | 2015 – 2020                      | 2020年1月31日  |          |

## 維修車廠
SMRT地铁有限公司的電動車組維修保養工作分別由5個維修車廠負責，分別坐落于碧山、樟宜、金泉、大士、乌鲁班丹。而湯申-东海岸线將於万礼設立一個車廠，还位于施工阶段。